# Discapseudes holthuisi
Discapseudes holthuisi is een naaldkreeftjessoort uit de familie van de Parapseudidae. De wetenschappelijke naam van de soort is voor het eerst geldig gepubliceerd in 1975 door Bacescu & Gutu.